# Brodfeld

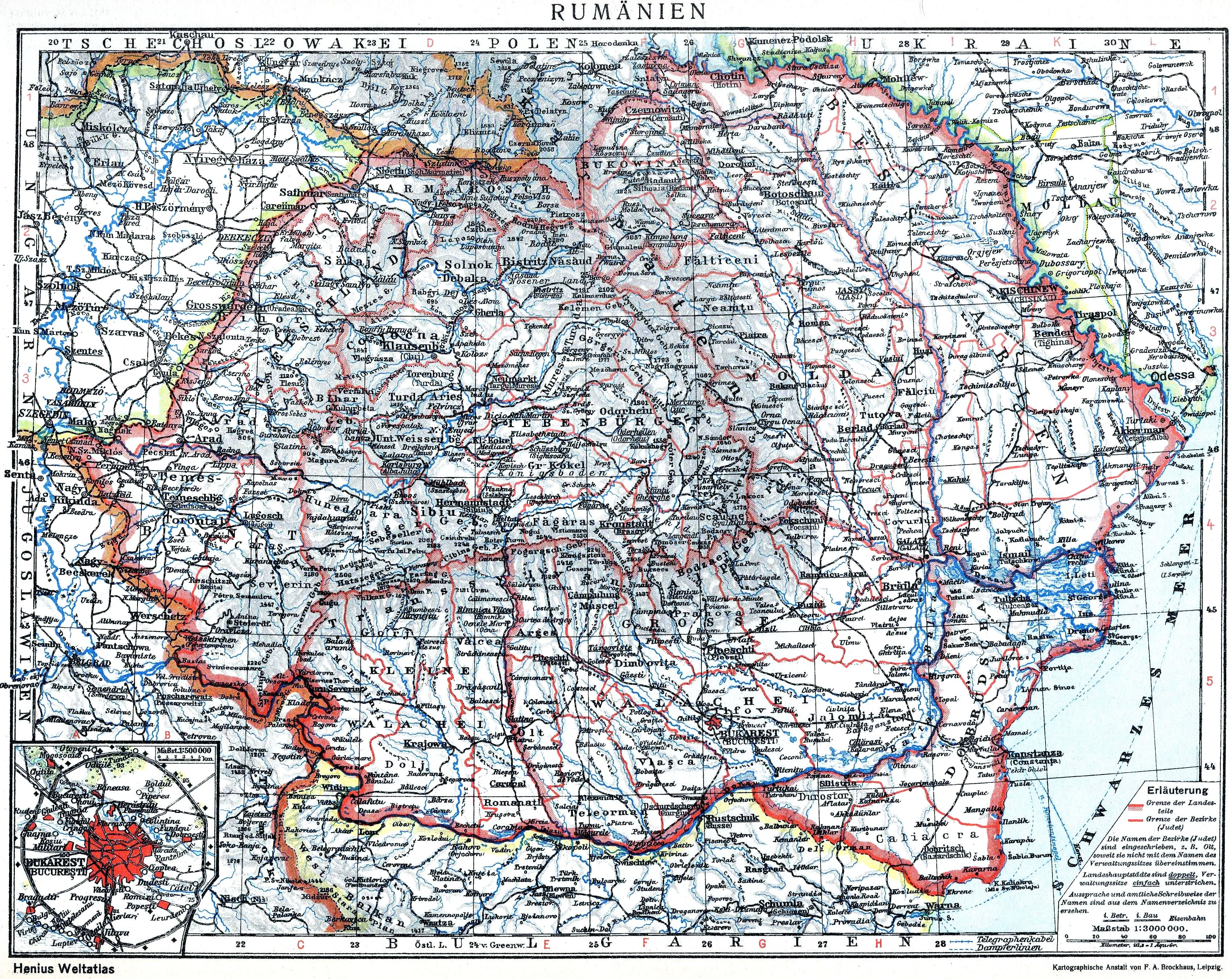
Historische Regionen Rumäniens (1926)

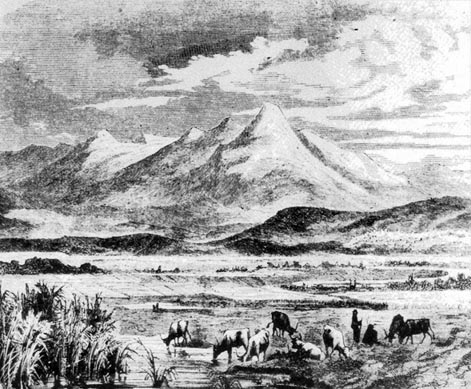
Miklós Nagy: Das Brodfeld (1870)

Das Brodfeld (seltener auch Brotfeld, rum. Câmpul Pâinii, ung. Kenyérmező) ist eine historische Landschaft im Unterwald westlich von Mühlbach (daher auch oft Brodfeld bei Mühlbach) im Süden Siebenbürgens, Rumänien. Der Landstrich befindet sich zwischen Orăștie (dt. Broos) und Sebeș (dt. Mühlbach), auf dem ehemaligen Gebiet des Brooser Stuhls am Mureș (dt. Mieresch). 
Die Bezeichnung des Feldes geht auf die beiden Ortschaften zurück, die sich in der Gegend befinden: Oberbrodsdorf (rum. Vinerea, ung. Felkenyér) und Unterbrodsdorf (rum. Șibot, ung. Alkenyér). Diese Ortschaften waren bis zur Schlacht auf dem Brodfeld von 1479 von Siebenbürger Sachsen besiedelt. Nach deren Entvölkerung zogen hier Rumänen ein. Der alte ungarische Name des Cugir-Flusses ist Kenyér (= „Brot“), was zur deutschen Bezeichnung Brodfeld geführt haben könnte. Die natürlichen Grenzen der Region sind im Süden das Mühlbacher Gebirge, im Norden der Mieresch und im Osten der Mühlbach.
Besondere Bekanntheit erlangte die Region durch die Schlacht auf dem Brodfeld. 1479 errang die königliche ungarische Armee mit Unterstützung der Siebenbürger Sachsen und der Szekler einen wichtigen Sieg über die Armee des Osmanischen Reiches. In Erinnerung an diesen Sieg ließ Stephan Báthory von Ecsed, Woiwode von Siebenbürgen, eine Kapelle bauen. 
Die heute wichtigste Ansiedlung auf dem Brodfeld ist Cugir (ung. Kudzsir, dt. Kudschir).

## Siedlungen auf dem Brodfeld
- Vințu de Jos (dt. Unterwintz oder Winzendorf, ung. Alvinc)
- Pianu de Jos (dt. Deutschpien, ung. Alsópián, Szászpián)
- Tărtăria (alter ung. Name Tartaria, später Alsótatárlaka)
- Săliștea (ung. Alsócsóra)
- Balomiru de Câmp (ung. Balomir)
- Șibot (dt. Unterbrodsdorf, ung. Alkenyér oder Zsibotalkenyér)
- Vinerea (dt. Oberbrodsdorf, ung. Felkenyér)
- Cugir (dt. Kutschir, ung. Kudzsir)
- Aurel Vlaicu (früher Binținți,  dt. Benzenz, ung. Bencenc)
- Pișchinți (ung. Piskinc)
- Vaidei (dt. Weidendorf, ung. Vajdej)
- Romos (dt. Rumes, ung. Romosz)
- Gelmar (ung. Gyalmár)